# Mairie du 12e arrondissement de Paris
La mairie du 12e arrondissement de Paris est le bâtiment qui héberge les services municipaux du 12e arrondissement de Paris, en France.

## Situation et accès
La mairie du 12e arrondissement est située à l'intersection entre la rue de Charenton au sud et le 130 avenue Daumesnil au nord. Elle est bordée à l'ouest par la rue Descos et à l'est par la rue Bignon. Le square de la mairie du 12e est situé de l'autre côté de la rue Descos.
Le jardin de Reuilly et la promenade plantée sont situés de l'autre côté de l'avenue Daumesnil au square de la mairie du 12e. 
La mairie est desservie par les stations de métro Dugommier sur la ligne 6 au sud et Montgallet sur la ligne 8 au nord.

## Historique

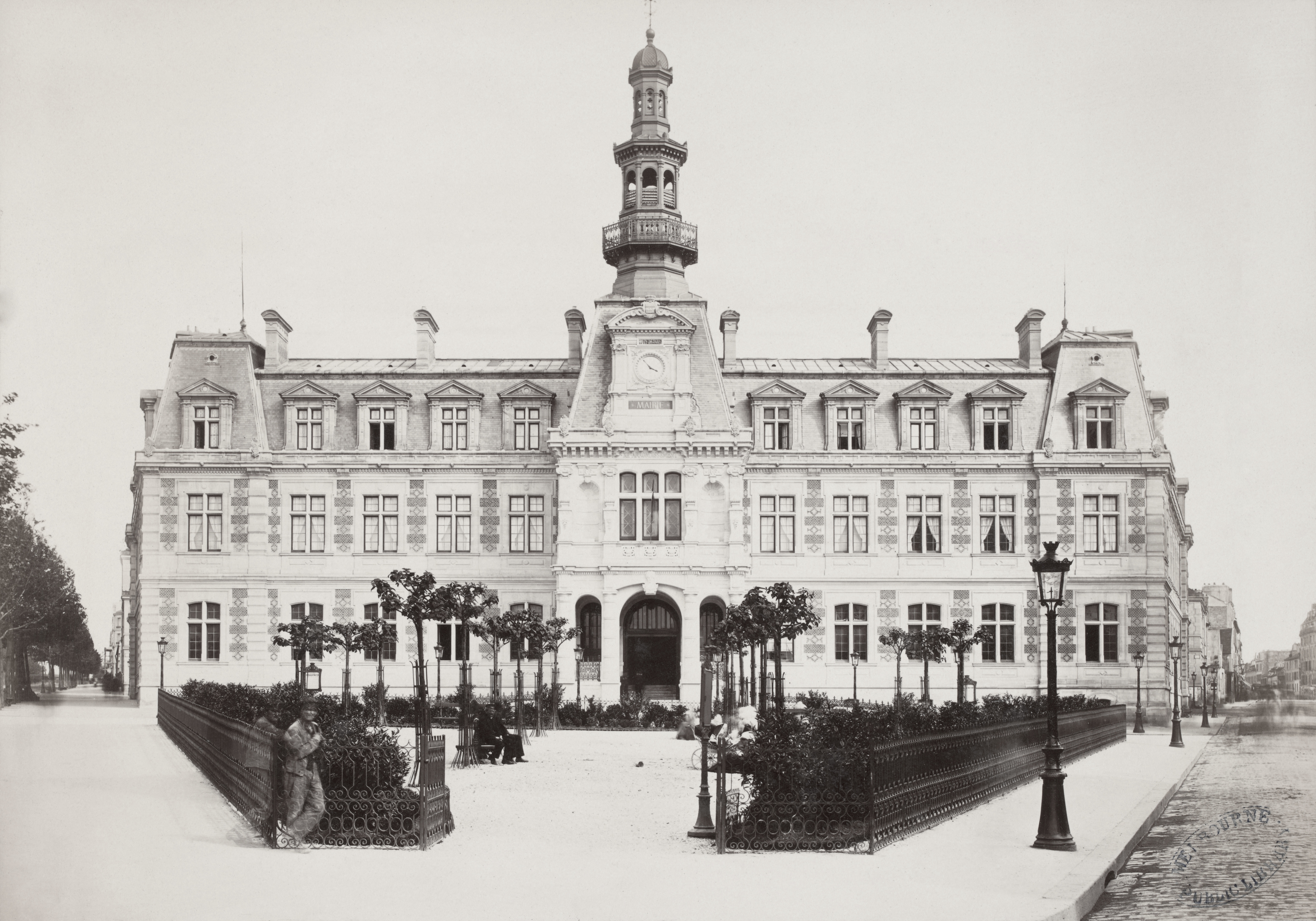
La mairie lors de sa construction. Photo de Charles Marville.

Le 26 mai 1859, la Chambre des députés vote le report des frontières de la capitale du mur des Fermiers généraux à l’enceinte de Thiers, donnant ainsi à Paris ses limites actuelles. 
Le quartier des Quinze-Vingts, le village de Saint-Mandé et une partie du village de Bercy sont réunis pour donner naissance au 12e arrondissement de la capitale.
La première mairie du 12e arrondissement (située approximativement sur l’emplacement actuel de la Caserne des pompiers de la place Lachambeaudie) a été incendiée pendant la Semaine sanglante à la fin de la Commune. L'actuel bâtiment, construit en 1876, est contemporain des mairies des 15e et 19e arrondissements.

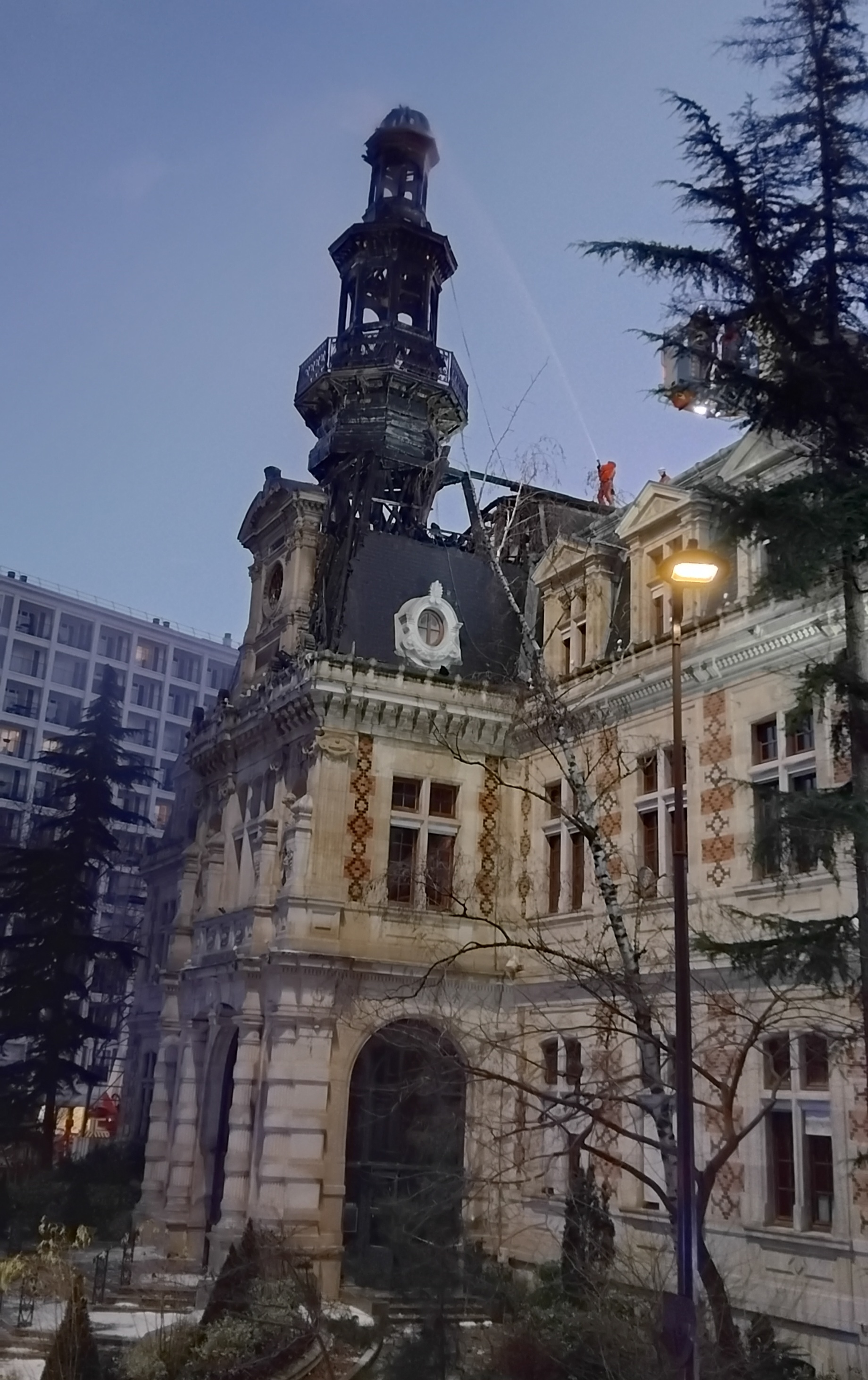
Incendie de la mairie du 12e, 27 janvier 2025.

Dans la nuit du dimanche 26 au lundi 27 janvier 2025, peu après 3 heures du matin, un feu de toiture se déclare. Le beffroi et les parties hautes du corps centrales sont les principales parties touchées : « La toiture de la mairie a été gravement endommagée mais l'intérieur du bâtiment est sauvegardé, et aucune victime n'est à déplorer »,. 
Durant les travaux de restauration du bâtiment rendus nécessaires par ce sinistre, les services municipaux qui y étaient hébergés doivent déménager et être réinstallés dans d'autres lieux aux alentours. Parmi ceux-ci et à trois cents mètres, l'ancienne gare de Reuilly, devenue en 2003 maison des associations du 12e arrondissement, qui accueille provisoirement, à partir du 3 février 2025, le service où s'effectuent les démarches administratives.

## Architecture et ornement
L'actuelle mairie a été conçue par l'architecte Antoine-Julien Hénard. Assez éclectique, l’architecture de la mairie reflète les styles de la Renaissance, Louis XIII et Louis XIV : fenêtres à meneaux, bossages, colonnes baguées, lucarnes. En 1893, la mairie s’agrandit avec la construction de l’aile Bignon, qui accueille notamment la salle des fêtes dont la décoration met à l’honneur les quartiers du 12e arrondissement.
Le pavillon central est orné d'une tête de femme sculptée représentant La Ville de Paris, par Eugène-André Oudiné, sur la clef-de-voûte. Au premier étage de la façade, les niches abritent deux sculptures évoquant l'activité économique de l'arrondissement : L'Ébéniste d'Henri Honoré Plé, et Le Vigneron d'Alexandre-Victor Lequien. À l'intérieur, la peinture d’Eugène Thirion qui orne le plafond de l’escalier d’honneur et ses colonnes toscanes en granit rose représentent les industries du 12e arrondissement, l’instruction et l’assistance publique.
En 1881, l'entreprise Maison Carré, sise 41, avenue de la Grande-Armée (Paris), obtient le marché de construction de deux galeries en fer et en fonte pour la mairie, afin de la relier à un bâtiment annexe. 
Au début du XX e siècle, des sirènes d'alerte à la population (système pneumatique) sont installées dans le beffroi. 

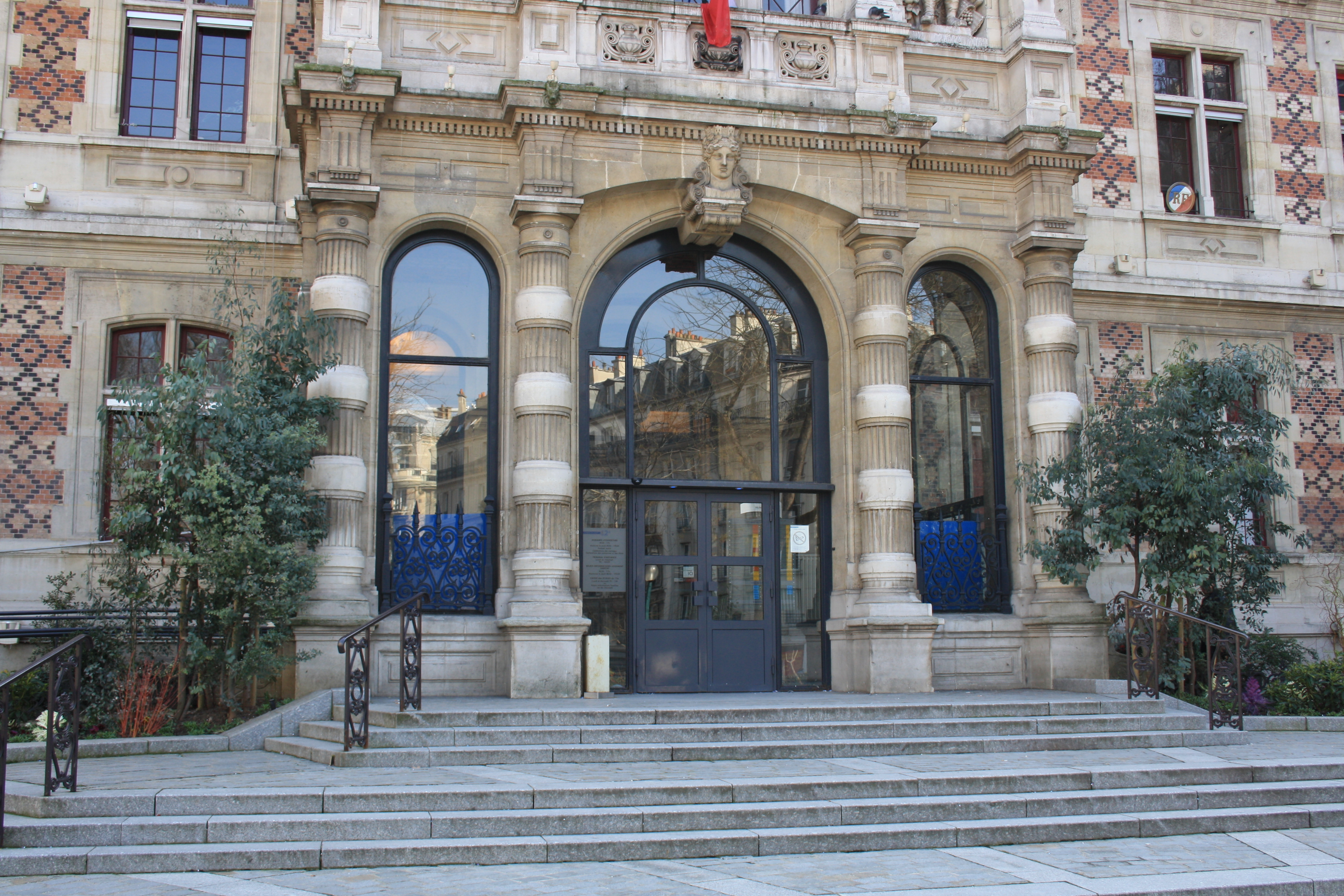
Entrée principale.
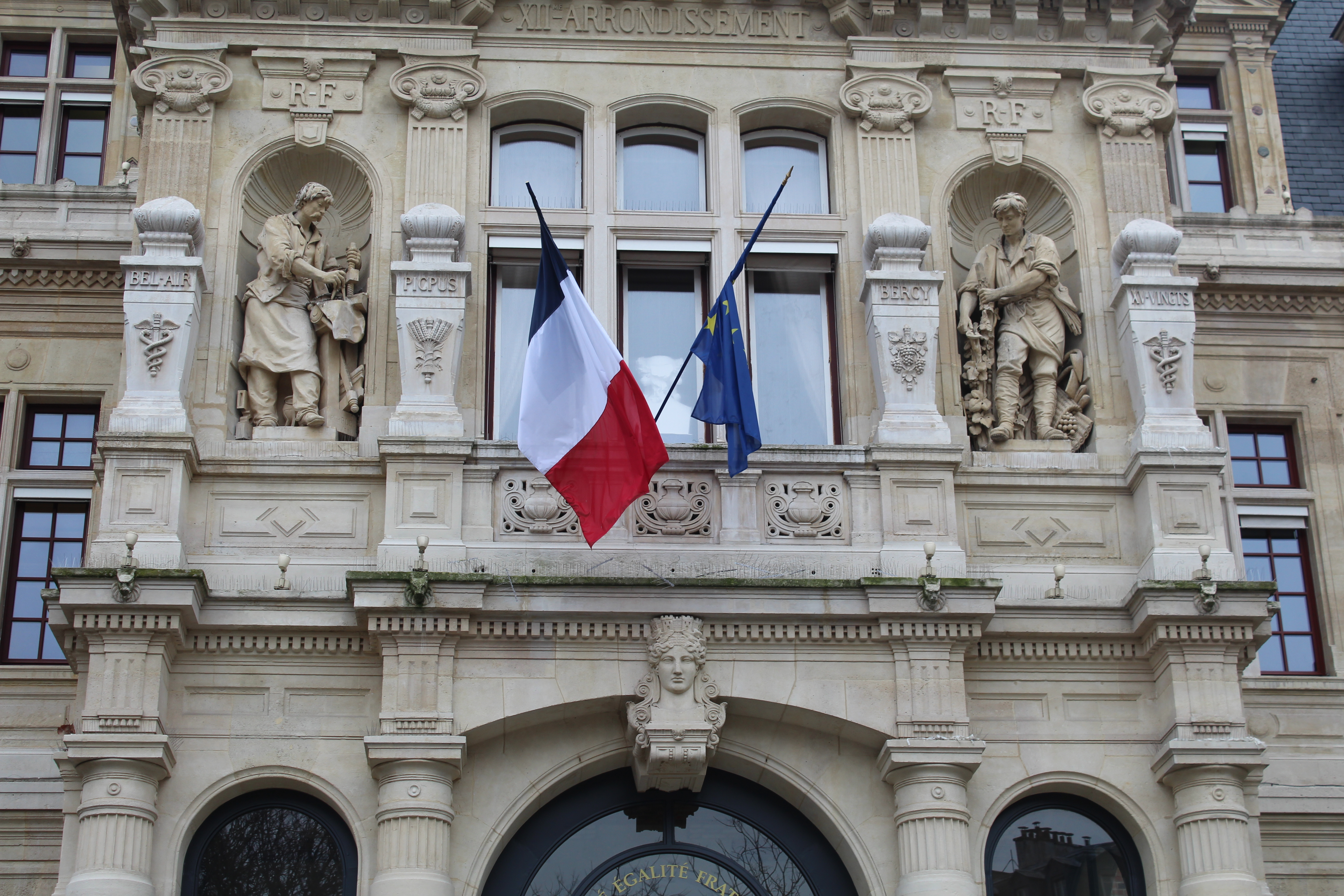
Vue détaillée de la façade.
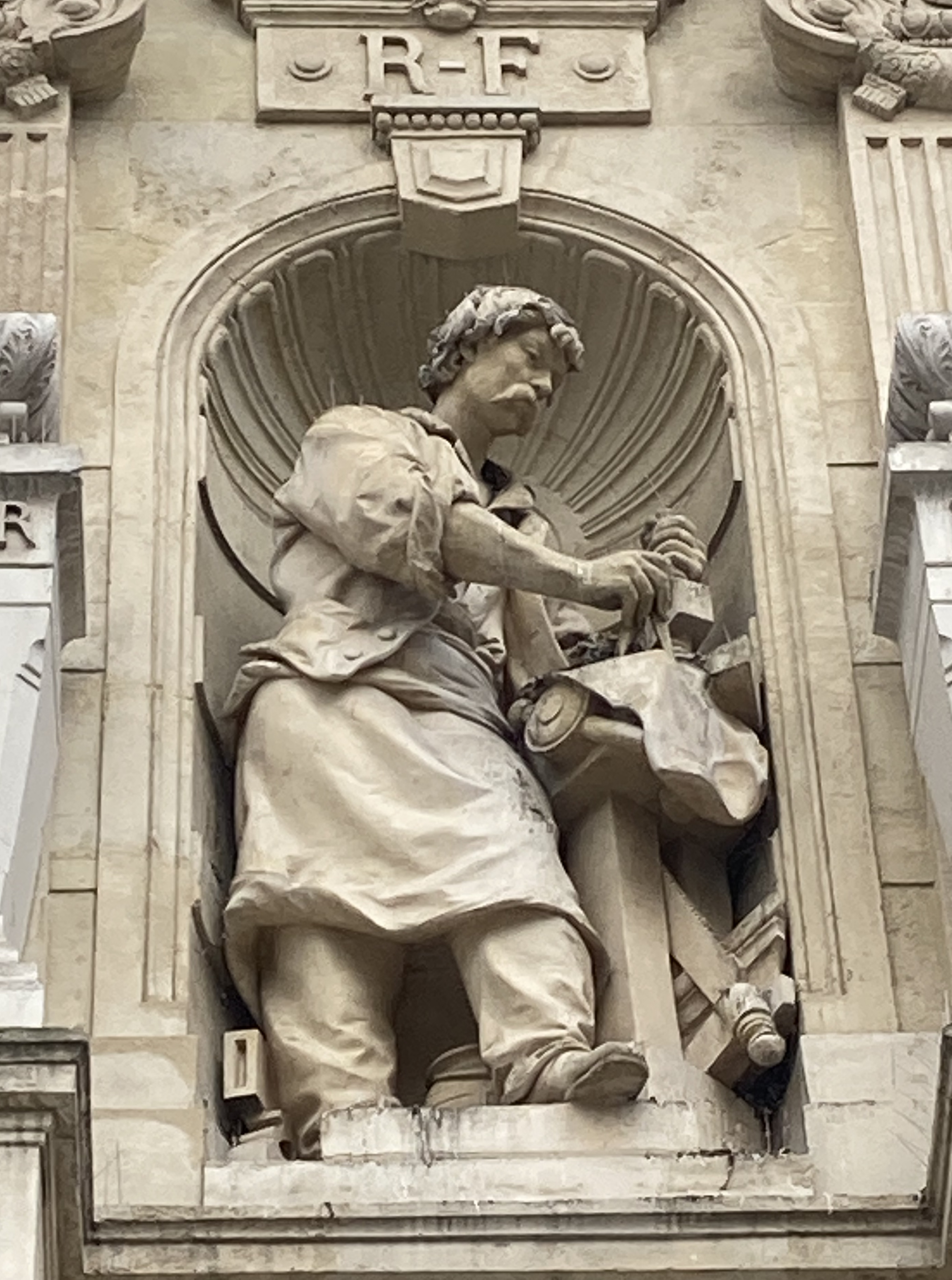
Statue d’ébéniste sur la façade.
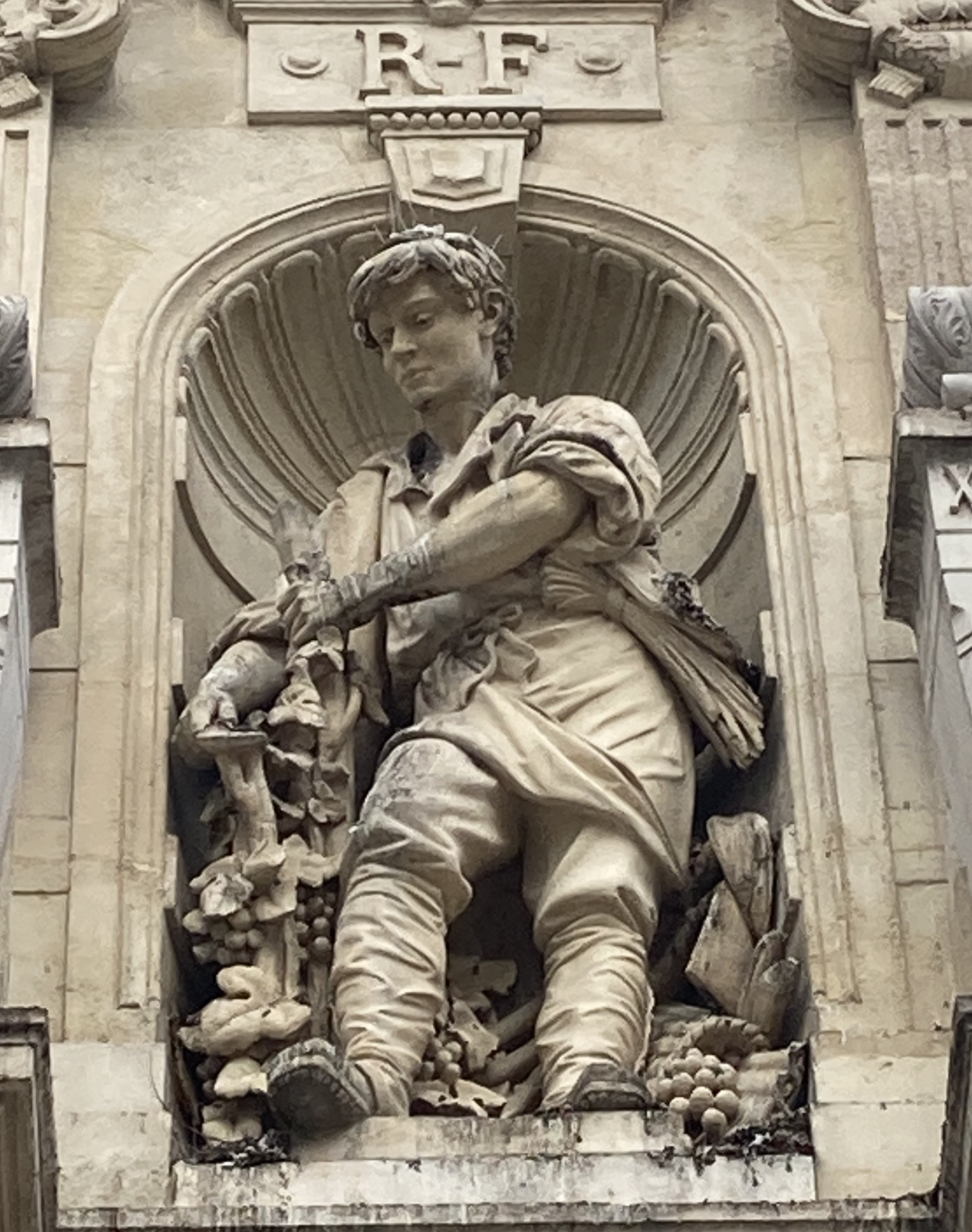
Statue de vigneron sur la façade.
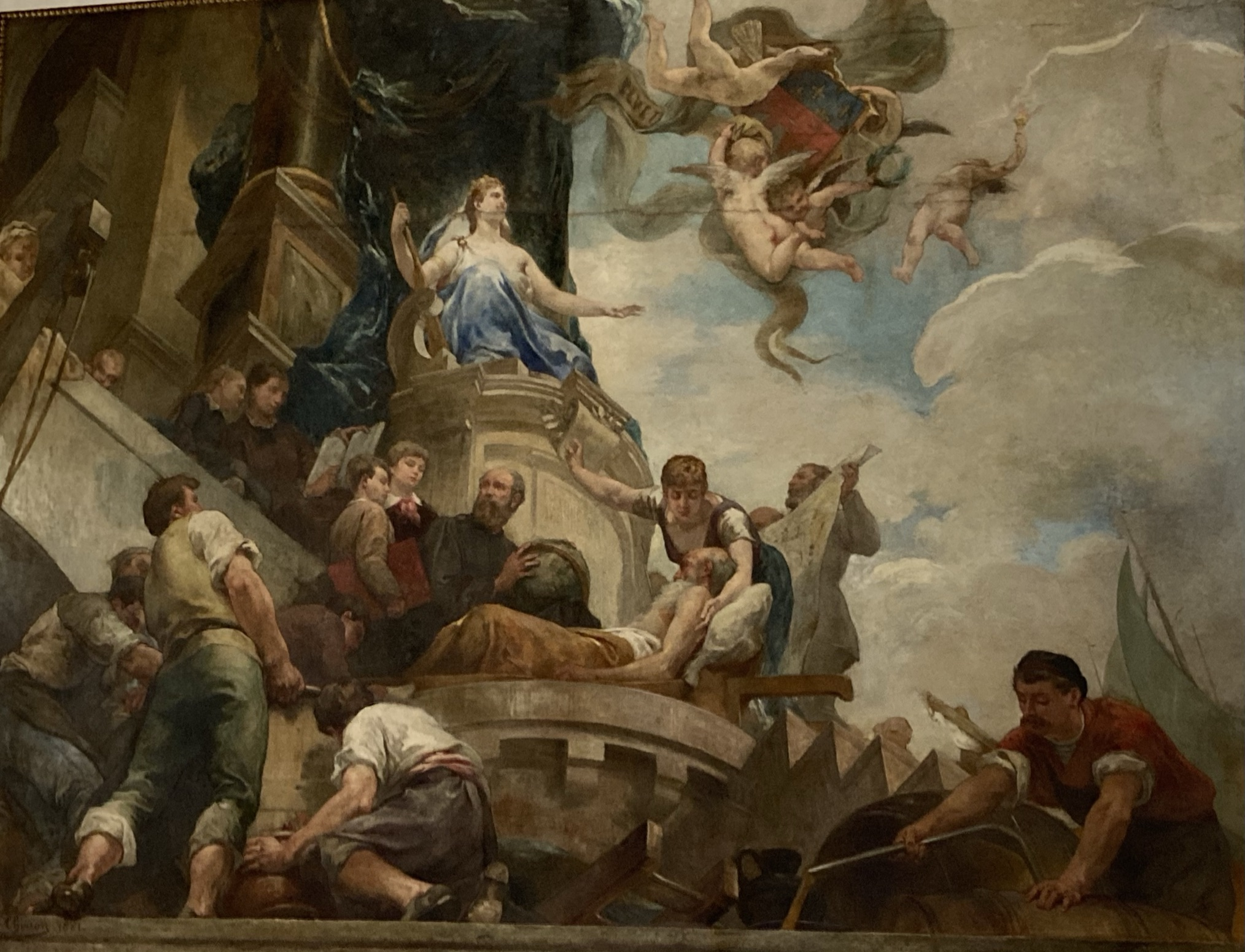
Peinture du plafond de l’escalier d’honneur.

### Articles connected
- 12e arrondissement de Paris
- Hôtel de ville de Paris
- Mairie de Paris